# Antau
Antau es un municipio situado en el distrito de Mattersburgo, en el estado de Burgenland, Austria. Tiene una población estimada, a inicios de 2024, de 825 habitantes.